# Joan Brauguet i Massanet
Joan Brauget Massanet va ser un compositor català que va néixer a La Bisbal d’Empordà a mitjan segle xix i va morir el 26 de març de 1916 a la seva localitat natal. A més de Cinc Ave maries i dos Glòria Patri,va ser autor de música religiosa de diverses sardanes entre les quals destaquen La niña i Nieves. Hi ha constància de què es va dedicar a la música i a la política. Va formar part d'un sector del partit liberal anomenat puigcerverista, liderat pel ministre valencià Joaquim López Puigcerver.
L'any 1911, Joan Brauget Massanet, juntament amb Josep Maria Soler i Marià Viñas, va formar part del jurat musical dels Jocs Florals de la Bisbal, uns esdeveniments organitzats per l'entitat catalanista L'Escut Emporità. La seva tasca consistia a seleccionar la millor sardana entre les obres presentades, que optaven a un premi de cent pessetes.
Es conserven obres publicades per Boileau, entre les quals es compten cinc Ave María i dos Gloria Patri, tant en versió vocal com en instrumental (V o Co) (BO).